# História da República da Índia
Em 15 de agosto de 1947, o governo britânico transferiu a soberania sobre o subcontinente indiano para os recém-formados Estados independentes da Índia e do Paquistão (este último, na ocasião, incluía o território que viria a tornar-se o Bangladesh). A Índia tornou-se então um dominion independente no âmbito da Commonwealth britânica, governado pelo primeiro-ministro Jawaharlal Nehru. Com a promulgação de sua constituição, em janeiro de 1950, a Índia adotou a forma política republicana e laica, mantendo-se como membro da Commonwealth.

## 1947-1950
Os primeiros anos do novo Estado indiano foram atribulados, com acontecimentos como a maciça troca populacional com o Paquistão, a Guerra Indo-Paquistanesa de 1947 e a integração de mais de 500 Estados principescos de modo a formar um país integrado.

### Conseqüências da partilha
Cerca de 10 milhões de hindus e siques que residiam no Panjabe Ocidental, na atual Província de Caiber Paquetuncuá, no Baluchistão, em Bengala Oriental e no Sind migraram para a Índia, temendo permanecer num Paquistão muçulmano. Conflitos étnicos mataram mais de um milhão de hindus, siques e muçulmanos e desestabilizaram ambos os países ao longo da fronteira comum e nas cidades de Calcutá, Délhi e Lahore. A violência extingiu-se em setembro de 1947, graças aos esforços conjuntos de Índia e Paquistão e à greve de fome de Mahatma Gandhi. O assassinato deste último por um fanático hindu em janeiro de 1948 foi um golpe sério para o país.
As tratativas bilaterais no sentido de proteger as minorias dos dois lados da fronteira preveniram uma guerra por motivo étnico, mas terminaram por fracassar diante da questão da Caxemira. 

### Integração federal
A Índia britânica compreendia 17 províncias e algumas centenas de Estados principescos. As províncias foram entregues pelos britânicos quer à Índia, quer ao Paquistão, em certos casos após serem divididas (casos do Panjabe e de Bengala). Aos soberanos dos Estados principescos, entretanto, foi concedido o direito de permanecer independentes ou de unir-se a um dos dois novos países. Diante da perspectiva de herdar um território fragmentado em reinos de estilo medieval, o governo indiano, por iniciativa de Sardar Vallabhbhai Patel (então ministro do interior), buscou assegurar a primazia do poder central e da constituição federal que então se preparava, mesmo que à custa da ameaça e do uso, em alguns casos, de força militar.
Neste processo de partilha entre Paquistão e Índia, a adesão da Caxemira a este último país tornou-se uma fonte de controvérsia que terminou por provocar a primeira Guerra Indo-Paquistanesa, de 1947 a 1949. Um cessar-fogo supervisionado pela ONU permitiu à Índia manter dois-terços do território contestado.

## Anos 1950 e 1960
Após a independência, o Partido do Congresso, a que pertenciam Mahatma Gandhi e Jawaharlal Nehru, assumiu o governo da Índia, com Nehru e, posteriormente, sua filha Indira Gandhi e seu neto Rajiv Gandhi, à frente, exceto por dois breves intervalos nos anos 1970 e 1980. As primeiras eleições gerais após a promulgação da constituição da Índia mantiveram o partido no poder e conferiram a Nehru seu segundo mandato como primeiro-ministro.

### Reorganização dos estados
A Lei de Reorganização dos Estados, sancionada em 1956, extinguiu os estados indianos criados em 1947 e constituiu uma nova estrutura federativa, baseada em estados formados a partir de critérios étnicos e linguísticos. Formou-se um estado de etnia exclusivamente tâmil, o Tâmil Nadu, a partir do antigo estado de Madras, do qual foram retirados Querala e as regiões de língua télugo. Em 1960, criaram-se os estados de Maharashtra e Guzerate, por meio da dissolução do antigo estado de Bombaim. 

### Política externa e conflitos armados
A política externa de Nehru inspirou o Movimento Não-Alinhado.
Em 1961, a Índia invadiu e anexou a colônia portuguesa de Goa, na costa ocidental do subcontinente e dando cabo do Estado Português da Índia. Em 1962, China e Índia foram à guerra por conta de uma controvérsia de fronteira nos Himalaias, resultando na derrota das forças indianas. Embora tenha evacuado os territórios ocupados no nordeste, a China manteve o Aksai Chin, na Caxemira, e reivindica da Índia o estado de Arunachal Pradesh e, até recentemente, o Siquim.

### Índia pós-Nehru
Com a morte de Nehru em 1964, subiu ao poder Lal Bahadur Shastri. Índia e Paquistão voltaram a enfrentar-se militarmente em 1965, devido à Caxemira.
Em 1966, Indira Gandhi assumiu o cargo de primeira-ministra e adotou políticas de corte socialista, de maneira a manter sua popularidade. Em 1969, uma tentativa de expulsá-la do Congresso Nacional Indiano terminou por dividir o partido. 

## Anos 1970

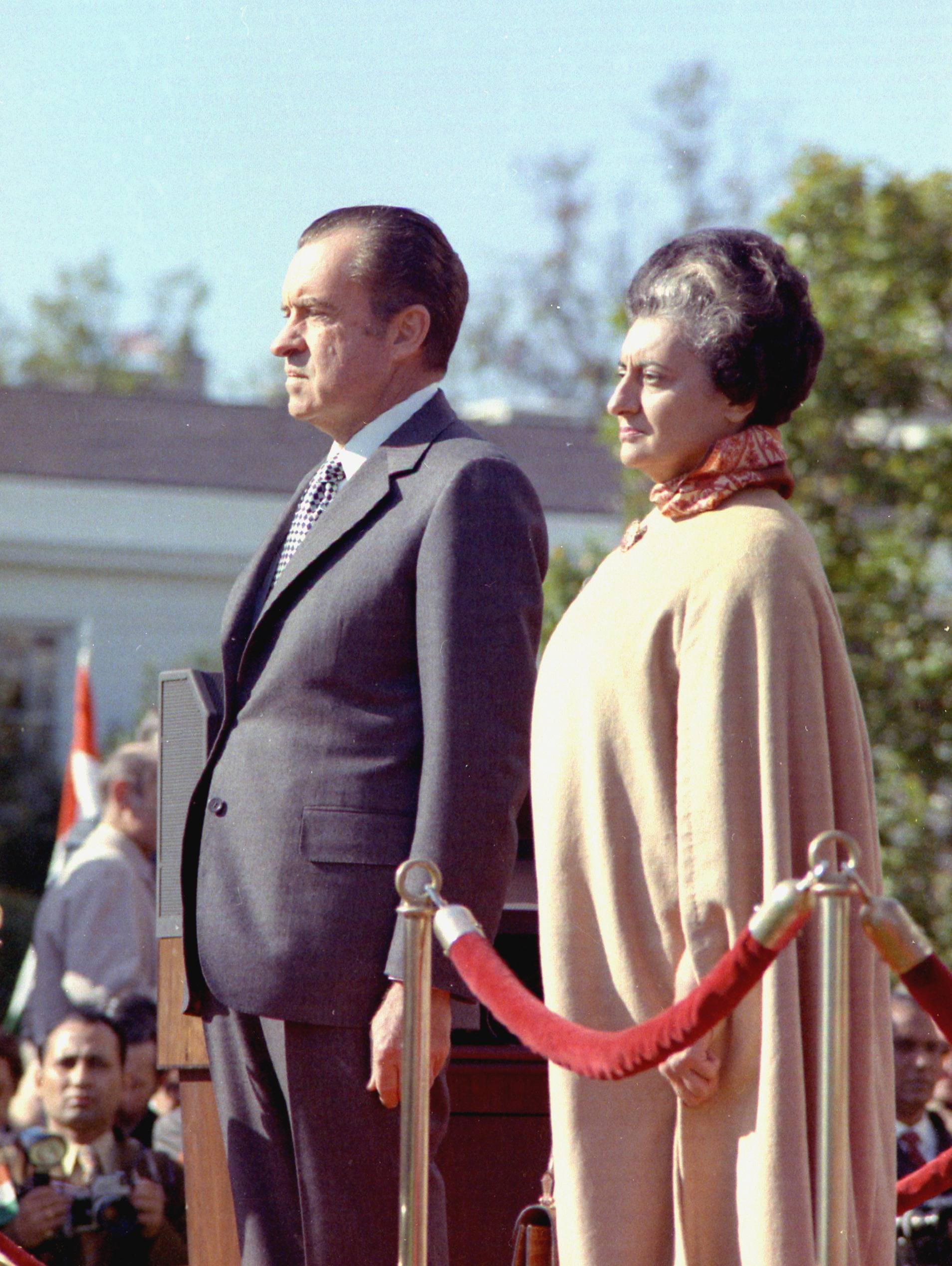
Indira Gandhi em visita oficial aos Estados Unidos (ao lado, o Presidente Nixon).

Em 1971, Indira e seu Partido do Congresso venceram as eleições e nacionalizaram o setor bancário, bem como outras medidas de cunho socialista, além de aproximar o país da URSS. A Índia interveio na guerra civil então em andamento no Paquistão Oriental, após a fuga de milhares de refugiados da perseguição do exército paquistanês. O conflito - a terceira guerra indo-paquistanesa - resultou na independência do Paquistão Oriental, com o nome de Bangladesh. Em 1974, a Índia testou a sua primeira bomba nuclear, no deserto do Rajastão. Em abril de 1975, o Siquim tornou-se o 21º estado indiano, após um plebiscito.
Nos anos 1970, intensos esforços governamentais culminaram na auto-suficiência alimentar da Índia.
Em 1975, confrontada com problemas políticos e econômicos e acusações de corrupção, Indira declarou estado de emergência e suspendeu grande parte das liberdades civis. Convocou eleições em 1977, para buscar legitimar-se nas urnas, mas foi derrotada por Moraji Desai à frente de uma coalizão de cinco partidos de oposição. Desai tornou-se o primeiro chefe de Governo da Índia não pertencente ao Partido do Congresso.
Em 1979, o governo Desai fracassou, incapaz de enfrentar a corrupção e a deterioração da economia. Formou-se então um governo interino chefiado por Charan Singh, ao qual se seguiu o retorno de Indira ao poder, em janeiro de 1980. 

## Anos 1980
Indira foi assassinada em outubro de 1984, por seus próprios guarda-costas siques, no contexto de operações de repressão a uma rebelião sique no Panjabe.
Sucedeu-a no cargo de primeiro-ministro seu filho Rajiv Gandhi, que empreendeu reformas para reduzir a interferência do Estado na economia e procurou promover o desenvolvimento tecnológico do país. No campo da política externa, aproximou a Índia dos Estados Unidos, movimento contrário ao que sua mãe havia feito nas décadas anteriores.
O governo Rajiv enviou uma força de paz indiana ao Sri Lanka que terminou por entrar em conflito com os separatistas tâmeis, tornando-se alvo de ataques de nacionalistas cingaleses. A intervenção da Índia custou a vida de milhares de soldados indianos e posteriormente custaria também a vida de Rajiv.
Após as eleições de 1989, o Partido do Congresso - sustentáculo do governo Rajiv - não logrou formar um governo com maioria absoluta do parlamento. O Janata Dal, coalizão de partidos oposicionistas, formou então um governo chefiado por V.P. Singh, com o apoio do Bharatiya Janata, um partido nacionalista hindu, e dos comunistas. Esta coalizão heteróclita fracassou em novembro de 1990, quando o poder passou às mãos de um grupo dissidente do Janata Dal, apoiado pelo Congresso e chefiado por Chandra Shekhar como primeiro-ministro. Esta aliança também fracassa, nas eleições de junho de 1991.

## Anos 1990
Em maio de 1991, durante campanha no estado de Tâmil Nadu em prol do Partido do Congresso, Rajiv Gandhi foi assassinado por uma extremista tâmil do Sri Lanka. Nas eleições, o Partido do Congresso ganhou 213 assentos no parlamento e formou um governo de coalizão, com P.V. Narasimha Rao à frente. O novo governo lançou um programa de liberalização e de reformas econômicas progressivas que abriu a economia indiana ao comércio e aos investimentos internacionais. 
Durante a primavera de 1996, os derradeiros meses do governo Rao foram perturbados por diversas questões de corrupção, o que contribuiu para os piores resultados eleitorais da história do Partido do Congresso. O partido Bharatiya Janata ganhou a maioria relativa do parlamento nas eleições de maio daquele ano e formou um governo de coalizão sob o primeiro-ministro Atal Bihari Vajpayee que durou exatamente 13 dias. Outra coalizão, chefiada pelo Janata Dal, emergiu para constituir novo governo, chamado Frente Unida, chefiado por H.D. Deve Gowda. Esta administração durou menos de um ano. Assumiu então o cargo de primeiro-ministro Inder Kumar Gujral, apoiado pela Frente Unida, composta por 16 partidos.
Em novembro de 1997, o Partido do Congresso retirou seu apoio à Frente Unida, provocando novas eleições, em fevereiro de 1998, que levaram ao poder o Bharatiya Janata, com um governo de coalizão chefiado novamente por Vajpayee. Em 11 e 13 de maio de 1998, a Índia efetuou uma série de testes nucleares subterrâneos. Os Estados Unidos, sob a presidência de Bill Clinton, procuraram impor sanções econômicas, mas o país continuou a recusar-se a assinar o Tratado de Não-Proliferação de Armas Nucleares. Em 1999, a Índia travou o chamado conflito de Kargil, na Caxemira, contra uma infiltração de tropas paquistanesas e militantes irregulares.
Novas eleições em setembro de 1999 mantiveram Vajpayee e seu partido no poder, embora com uma nova coalizão chamada Nova Aliança Democrática.

## Século XXI
Nas eleições legislativas de maio de 2004, o Partido do Congresso, tendo à frente Sonia Gandhi, viúva de Rajiv, conquistou uma vitória histórica que o reconduziu ao poder. De origem italiana, Sonia foi fortemente criticada pelos nacionalistas do Bharatiya Janata e decidiu ceder o cargo de primeiro-ministro a Manmohan Singh, de origem sique. Manmohan Singh foi sucedido em 2014 por Narendra Modi, o primeiro primeiro-ministro indiano nascido após a independência do país.
Atualmente, a Índia é considerada uma nação emergente com um grande potencial de desenvolvimento. De fato, em termos de PIB, atualmente é a décima maior potência do mundo. Os economistas prevêem que, com a atual taxa de crescimento, até 2020 a Índia se tornará o país mais populoso da Terra e, até 2050, a terceira maior economia do mundo.